# フレデリック・コーダー
フレデリック・コーダー（Frederick Corder 1852年1月26日 - 1932年8月21日）は、イングランドの作曲家、音楽教育者。

## 生涯
ハックニー・ロンドン特別区に生まれ、父はマイカ・コーダー（Micah Corder）、母はシャーロット・ヒル（Charlotte Hill）であった。私立のブラックヒース校（Blackheath Proprietary School）で学び、早くから主にピアノを中心として音楽教育を受けるようになった。後にヘンリー・ギャズビーの下で学び、その後はClaude Coulderyに和声法を師事した。
王立音楽アカデミーで音楽教育を継続した。アカデミーではジョージ・アレグザンダー・マクファーレンに和声法と作曲を、ウィリアム・キュージンズにピアノを、ウィリアム・ワトソンにヴァイオリンを師事した。1875年にメンデルスゾーン奨学金を獲得した彼は、4年間国外で学べることになった。最初の3年はドイツのケルン音楽院で過ごし、フェルディナント・ヒラーから作曲を、イジドール・ザイスからピアノの指導を受ける。最後の1年はイタリア、ミラノに赴き、正式な教育は受けずに過ごしたが、この期間にアッリーゴ・ボーイトやジュゼッペ・ヴェルディに会うなどしている。1879年にイングランドに帰国すると、まもなくブライトン水族館の指揮者となった。
1884年8月、一ヶ月間ウィリアム・ロビンソン（William Robinson）の代役としてリチャード・ドイリー・カートのオペラ興行社の音楽監督となり、「Patience」や「Iolanthe 」といったオペラを携えて演奏旅行を行った。
王立音楽アカデミーの作曲の教授に就任し、1889年にはアカデミーの評議員になった。彼の門弟にはグランヴィル・バントック、アーノルド・バックス、ヨーク・ボウエン、アラン・ブッシュ、エリック・コーツ、ベンジャミン・デイル、ジョセフ・ホルブルック、そして彼自身の息子のポール・コーダーなど著名なイギリスの作曲家がいる。1905年にジョン・ブラックウッド・マキュアン、トバイアス・マッセイと協力し、英国作曲家協会を設立して初代議長に就任した。
早くからワーグナーに心酔し、ワーグナーの妻とともに「ニーベルングの指環」やその他の楽劇の英語訳を上演し、これらは初めて受け入れられるものとなっていった。彼自身の作品には歌曲やオペラ、カンタータなどがある。その中でも演奏会用序曲「Prospero」はCD音源があり、総譜が入手可能である。

## 家族
1876年9月25日に、ヘンリー・ウォルフォード（Henry Walford）の娘のヘンリエッタ（Henrietta-）と結婚。2人の間には1878年6月30日に娘のドロシア・シャーロット（Dorothea-; 90歳代で没）、1879年12月14日に息子のポール・ウォルフォード（1942年8月7日没）が生まれている。
妹のローザ・コーダーは画家のダンテ・ゲイブリエル・ロセッティの友人であり、ロセッティの肖像画を描いている。

## 主要作品
コーダーが作曲した作品の一部を以下に記す。括弧内は初演に関する情報。

### 管弦楽曲
- 1876年 - 牧歌「Evening on the Sea-Shore」 Op.1 （1886年11月25日、ロンドン、セント・ジェームズ・ホール）
- 1876年-1879年 - 組曲「In the Black Forest」 Op.2 （1880年3月20日、ロンドン、水晶宮　ただし、第2楽章 ロンド・スケルツォは「The Brooklet」と題され、先に1878年12月17日にセント・ジェームス・ホールで初演）
- 1882年 - 演奏会用序曲「Ossian」 Op.8 （1882年3月9日、ロンドン、フィルハーモニック協会）
- 1882年 - ノクターン Op.9 （1882年、ブライトン音楽祭）
- 1885年 - 演奏会用序曲「Prospero」 Op.14 （1885年10月24日、ロンドン、水晶宮）
- 1886年 - 管弦楽による風景「The Tempest」 Op.15
- 1887年 - ルーマニア組曲 Op.18 （1887年5月19日、ロンドン、フィルハーモニック協会）
- 1892年 - 序曲「Nordisa」 （1892年12月17日、ロンドン、水晶宮）
- 1897年 - 管弦楽による劇的風景「Pippa Passes」 Op.24 （1898年4月28日、ロンドン、フィルハーモニック協会）
- 1908年 - 24のヴァイオリンとオルガンのための哀歌「ヴィクトール・ハリスの思い出に」 Op.28

- 悲劇的序曲 （1902年1月、ボーンマス）
- 「愛の情景 Scene d'Amour」 （1902年1月、ボーンマス）

### 合唱曲、声楽曲
- 1879年 - 仮面舞踏会「春の勝利 The Triumph of Spring」 （1879年2月8日、ロンドン、水晶宮）
- 1881年 - カンタータ「キュクロプス The Cyclops」 Op.6
- 1883年 - 合唱と管弦楽のための交響的頌歌「夢の大地 Dreamland」 Op.10
- 1886年 - カンタータ「The Bridal of Triermain」 Op.16 （1886年9月17日、ウルヴァーハンプトン音楽祭）* 1888年 - 朗読者と管弦楽のためのバラード「The Minstrel's Curse」 Op.19 （1888年3月10日、ロンドン、水晶宮）
- 1889年 - カンタータ「The Sword of Argantyr」 Op.20 （1889年10月9日、リーズ音楽祭）
- 1893年 - ピアノ伴奏による男声合唱のためのカンタータ「Margaret: The Blind Girl of Castel-Cuillé」 Op.21
- 1895年 - 音楽的朗唱「True Thomas」 Op.23
- 1902年 - 音楽的朗唱「魔女の歌 The Witch's Song」 Op.27
- 1912年 - 女声50声、オルガン、ハープ、トランペット、太鼓のためのモテット「Sing unto God」 Op.29 （1912年6月22日、ロンドン、王立音楽アカデミー）
- 1922年 - 王立音楽アカデミー仮面舞踏会、第4部:クォドリベット「A Wreath of a Hundred Roses」 （1922年7月17日、ロンドン、王立音楽アカデミー）

### オペラ
- 1877年-1878年 - グランド・オペラ「Mort d'Arthur」 Op.3 （1879年、ブライトン）
- 1880年 - オペラ的風刺「Philomel」 Op.4
- 1880年 - オペレッタ「A Storm in a Teacup」 Op.5 （1882年2月18日、ブライトン水族館）
- 1883年 - オペレッタ「The Nabob's Pickle」 Op.12 （1883年7月9日、グレート・ヤーマス水族館）
- 1885年 - オペレッタ「The Noble Savage」 Op.13 （1885年10月3日、ブライトン）
- 1887年 - ロマンティック・オペラ「Nordisa」 Op.17 （1887年1月26日、リヴァプール、ロイヤル・コート・シアター）

### 付随音楽
- 1898年 - 序曲と付随音楽「The Termagant」 Op.25 （1898年9月1日、ロンドン、ハー・マジェスティーズ劇場）
- 1899年 - 序曲と付随音楽「The Black Tulip」 Op.26 （1899年10月21日、ロンドン、ヘイマーケット劇場）

## 伝記
- Corder, Frederick The Orchestra and how to write for it, 1895. ISBN 978-1-104-50078-8
- Corder, Frederick Modern Composition, 1909. ISBN 1-140-35011-0
- Corder, Frederick A History of the Royal Academy of Music from 1822-1922, 1922.
- Corder, Frederick Ferencz (François) Liszt, 1925. ISBN 0-404-12888-2